# 蕭十三
萧十三（？—1079年），辽朝大臣，契丹族蔑乃古部落人，节度使萧铎鲁斡子。
萧十三阴险狡猾，善于揣摩人意。清宁年间，任护卫太保。依附权臣耶律乙辛，由宿卫擢殿前副点检，兼同知枢密院事。大康三年（1077年），为清除专权障碍，萧十三又出面指使派萧讹都斡等人假装自首赴上京陷害太子耶律濬。辽道宗下诏查证此事，萧十三勾结负责查证。又派夷离毕耶律燕哥谋改易太子供状，太子因而被废。迁北院枢密副使。向乙辛献计杀太子。大康五年（1079年），后耶律乙辛出知南院大王事，萧十三为保州统军使，死于任上。天祚帝乾统二年（1102年），萧十三被剖棺戮尸，列入奸臣。

## 延伸阅读
[在维基数据编辑]
 《遼史/卷110》，出自脱脱《遼史》